# Лаухова, Светлана Вячеславовна
Светлана Вячеславовна Лаухова (1 февраля 1973 — 28 октября 2023) — российская легкоатлетка, специальность — бег на 100 метров с барьерами. Лучший результат — 12,72 сек. (2001). Десятикратная чемпионка России

## Биография
В составе сборной СССР на чемпионате Европы по лёгкой атлетике среди юниоров 1991 года выбыла в полуфинале. На чемпионат мира среди юниоров 1992 года завоевала бронзу в составе Объединённой команды с результатом 13,55 сек. Дважды бронзовый призёр летних Универсиад — в 1995 и 1997 годах. Серебряный призёр чемпионата Европы в помещении 1998 года в беге на 60 метров с барьерами. Участница Олимпийских игр 2000 года — выбыла в полуфинале. На чемпионате мира 2001 года была дисквалифицирована за нарушение антидопинговых правил. Завершила карьеру в 2003 году.
Была замужем за футбольным тренером Сергеем Дмитриевым (1964—2022), сыновья Игорь и Вячеслав.
Умерла 28 октября 2023 года в возрасте 50 лет.